# Neunkirchner Naturfreundehaus
Das Neunkirchner Naturfreundehaus, auch Naturfreundehütte Flatzer Wand oder Flatzer Hütte, ist eine Schutzhütte der Ortsgruppe Neunkirchen der Naturfreunde Österreichs (NFÖ).

## Lage und Umgebung
Die Schutzhütte liegt auf einer Höhe von 758 m ü. A. auf der Kranzstetten, einem Sattel westlich der Flatzer Wand in den Gutensteiner Alpen im Gemeindegebiet von Ternitz im südlichen Niederösterreich. Nach Osten fällt der Blick hinunter auf die Ortschaft Flatz und auf das weiter entfernte Neunkirchen, im Westen ist der Schneeberg zu sehen.

## Geschichte
Eine erste Hütte unweit des heutigen Standortes wurde zu Pfingsten 1924 eröffnet. 1928 wurde das bis dahin gepachtete Grundstück erworben und auch der Grund, auf dem sich das heutige Naturfreundehaus befindet.
1934, infolge des Österreichischen Bürgerkriegs, wurde der Verein als sozialdemokratische Arbeiterorganisation verboten, Hütte und Vermögen von der Bezirkshauptmannschaft Neunkirchen beschlagnahmt und an den ÖTV Bergfreunde übergeben. 1938 gliederte die Gestapo die Hütte in den Reichsverband für Deutsche Jugendherbergen ein. Am 4. Mai 1945, vier Tage vor Kriegsende, wurde die Hütte von der Sowjetischen Armee in Brand geschossen und zerstört. Das Grundstück verblieb nach dem Krieg in deutschem Eigentum, erst 1951 wurde der Grund an Österreich zurückgegeben und ein Jahr später an die 1945 wiedergegründete Ortsgruppe Neunkirchen.

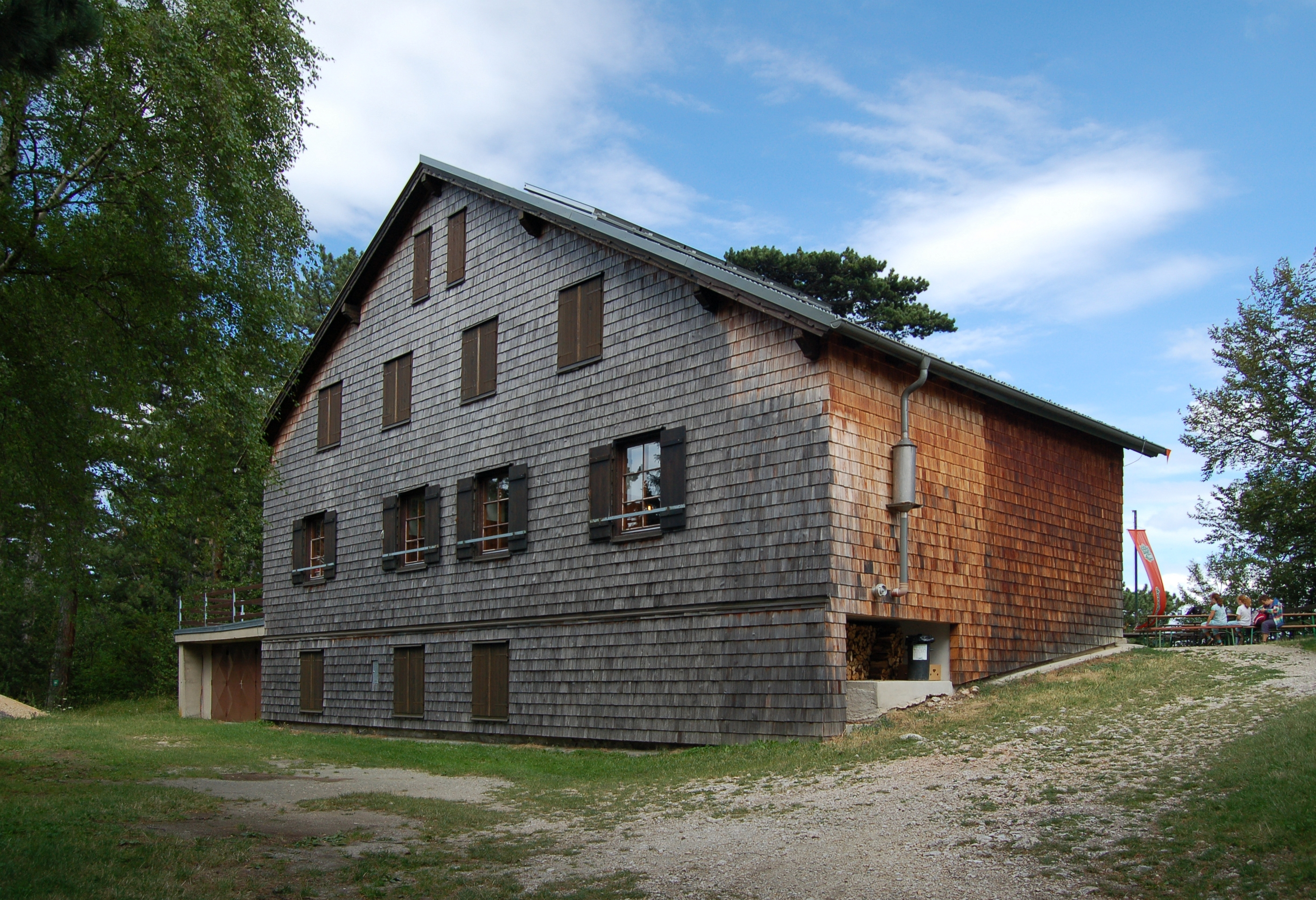
Die Westseite der Hütte

Unter den schwierigen Nachkriegsbedingungen waren die Bauarbeiten zu einer neuen Hütte aber bereits 1946 aufgenommen worden. Alles Baumaterial musste zu Fuß hochgetragen werden, erst als das Stift Heiligenkreuz eine Forststraße auf die Flatzer Wand errichtete, verbesserten sich die Transportmöglichkeiten.
1966 konnte die neue Hütte eröffnet werden.
Die Küche und der Nächtigungsraum für den Hüttendienst wurden erst später angebaut, ebenso eine Garage mit darüber liegendem Tanzboden. 1989 wurde die Hütte an das Stromnetz angebunden, bis dahin erfolgte die Stromversorgung durch ein Dieselaggregat. 1993 wurden neue WC-Anlagen errichtet, die die bis dahin verwendeten Plumpsklos ersetzten. Telefonanschluss, Wasserentkeimungsanlage und ein Kühlraum für Getränke folgten.

## Wege
Das Neunkirchner Naturfreundehaus ist durch mehrere markierte Wanderwege erschlossen. Die kürzesten Wege führen von Flatz zur Hütte, einige von ihnen über die zahlreichen Klettersteige der Flatzer Wand.
Weitere Wege führen von Stixenstein, Würflach und Grünbach zum Ziel.
Hausberg der Hütte ist der 898 m hohe Gösing, der von der Hütte unschwierig in kurzer Zeit erreicht werden kann.